# Gold (film, 1974)
Pour les articles homonymes, voir Gold.
Pour plus de détails, voir Fiche technique et Distribution.
Gold est un film britannique réalisé par Peter Hunt, sorti en 1974.

## Synopsis
Rod Slater (Roger Moore), un manager général d'une mine d'or en Afrique du Sud, doit percer un barrage souterrain pour y trouver une réserve importante d'or à la demande de son patron Steyner. En même temps, il tombe amoureux de la femme de Steyner (Susannah York). Mais il devra mettre au jour une terrible conspiration. En effet, Steyner, avec d'autres investisseurs, monte une opération à Londres, qui consiste à provoquer un accident par inondation, provoquer une chute très forte du cours de bourse mais provoquer ensuite une forte hausse du cours de cette entreprise minière quand les dégâts auront été réparés et parce qu'elle détient de grandes réserves de minerai d'or, ce qui permettrait aux conspirateurs de réaliser une substantielle plus-value.
Un des conspirateurs ne peut pas résister à se débarrasser d'une partie de ses actions avant l'accident est assassiné. Styner, conscient de l'attirance de sa femme pour Slater, les laisse partir tous les deux en week-end, pendant lequel l'inondation doit intervenir. L'opération échoue car Slater peut rentrer à temps et limiter les dégâts dus à la catastrophe. Steyner est alors assassiné par son complice quand celui-ci comprend l'échec du complot et son assassin et complice se tue accidentellement.
La femme de Slater lui déclare alors son amour, après que celui-ci a sauvé la mine de la catastrophe.

## Fiche technique
- Titre : Gold
- Réalisateur : Peter Hunt, assisté de John Glen
- Scénario : Stanley Price et Wilbur Smith, tiré du roman Gold Mine publié par ce dernier
- Musique : Elmer Bernstein
- Photographie : Ousama Rawi
- Montage : John Glen
- Production : Michael Klinger
- Sociétés de production : Avton Films & Killarney Film Studios
- Société de distribution : Allied Artists Pictures Columbia
- Pays de production :  Royaume-Uni
- Langue : Anglais
- Format : Couleur - Mono - 35 mm - 2.35:1 Panavision
- Genre : Film d'aventures
- Durée : 120 min
- Dates de sortie : 
  - Royaume-Uni : 5 septembre 1974
  - France : 11 septembre 1974

## Distribution
- Roger Moore (VF : Claude Bertrand) : Rod Slater
- Susannah York (VF : Perrette Pradier) : Terry Steyner
- Ray Milland (VF : Jean Davy) : Hurry Hirschfeld
- Bradford Dillman (VF : Roland Ménard) : Manfred Steyner
- John Gielgud (VF : Henri Crémieux) : Farrell
- Tony Beckley (VF : Philippe Mareuil) : Stephen Marais
- Simon Sabela (VF : Med Hondo) : Jim Nkulu dit King
- Bernard Horsfall (VF : Michel Gatineau) : Dave Kowalski
- Marc Smith (VF : Jacques Degor) : Tex Kiernan
- John Hussey (VF : Georges Atlas) : Plummer
- Norman Coombes (VF : Henri Poirier) : Frank Lemmer
- George Jackson : Gus
- Alan S. Craig :  un mineur
- Carl Duering : un membre du syndicat

## Récompenses et distinctions

### Nominations
- Oscars
  - Meilleure chanson originale pour Wherever Love Takes Me sur une musique d'Elmer Bernstein et des paroles de Don Black
- Bafta Awards
  - Meilleure musique pour Rydal Love, Michael Crouch, John W. Mitchell et Gordon K. McCallum

## Autour du film
- Peter Hunt a réalisé en 1969 le James Bond Au service secret de Sa Majesté. A la suite de l'échec du film, il quitte EON Productions. Gold est son film suivant, et Roger Moore, pressenti en 1962 et 1968 pour jouer James Bond (il le deviendra en 1973), en est la vedette.
- Roger Moore et Susannah York se retrouveront un an plus tard dans la comédie Le Veinard de Christopher Miles.
- Patsy Kensit, alors toute jeune enfant, fait une très courte apparition dans le rôle d'une des deux petites filles ouvrant le cadeau de Noël.